# Copaifera langsdorffii
Copaifera langsdorffii är en ärtväxtart som beskrevs av René Louiche Desfontaines. Copaifera langsdorffii ingår i släktet Copaifera, och familjen ärtväxter. IUCN kategoriserar arten globalt som livskraftig.

## Underarter
Arten delas in i följande underarter:
- C. l. glabra
- C. l. krukovii
- C. l. langsdorffii
- C. l. laxa

## Bildgalleri

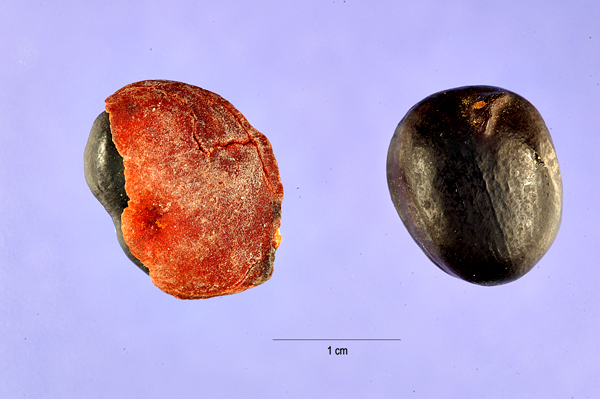
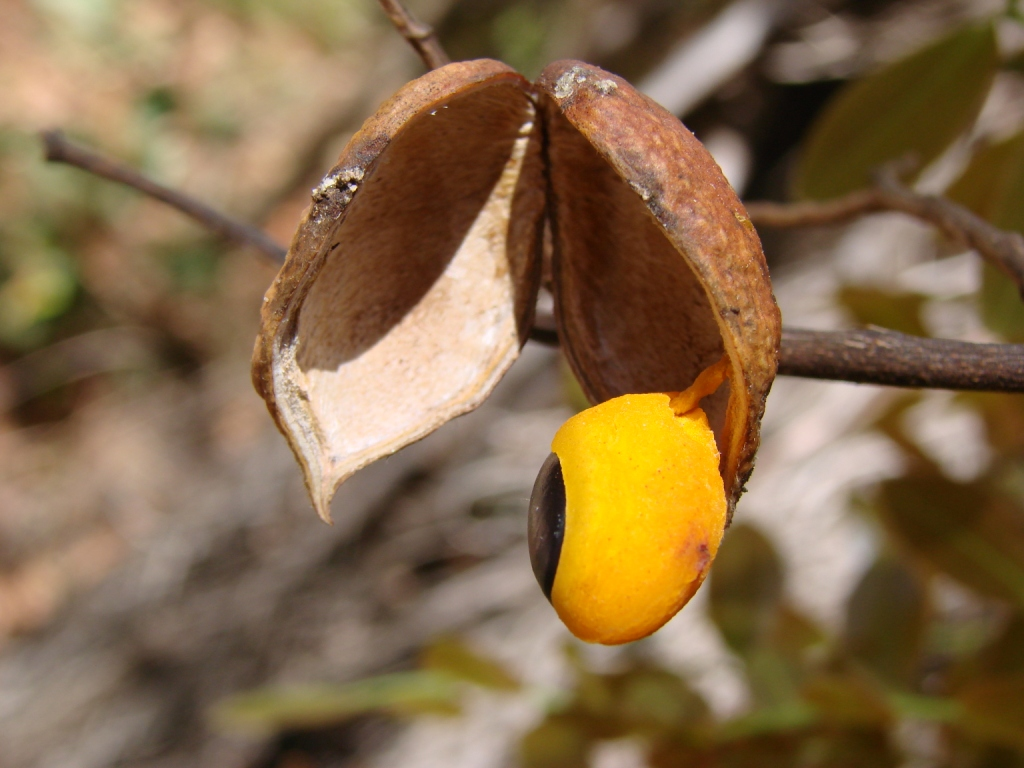
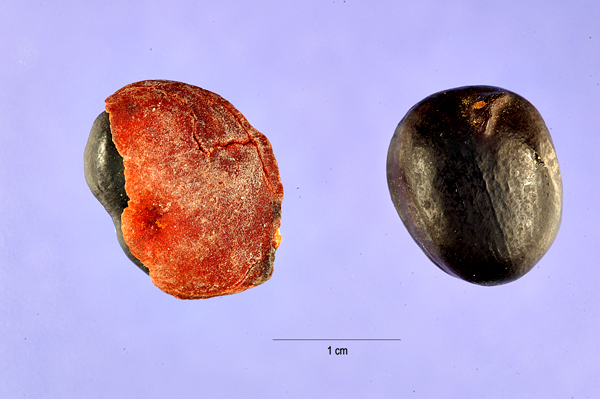
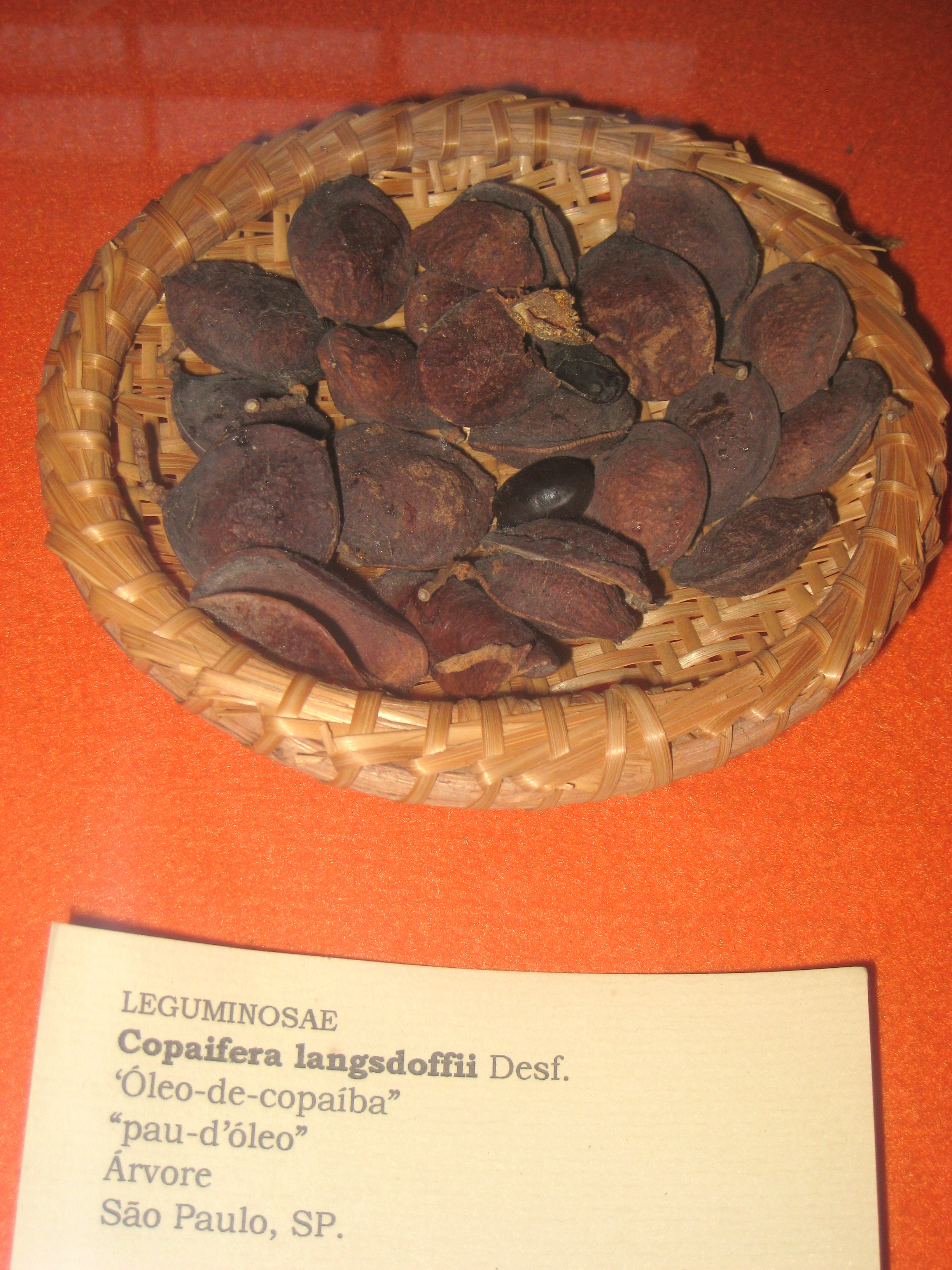
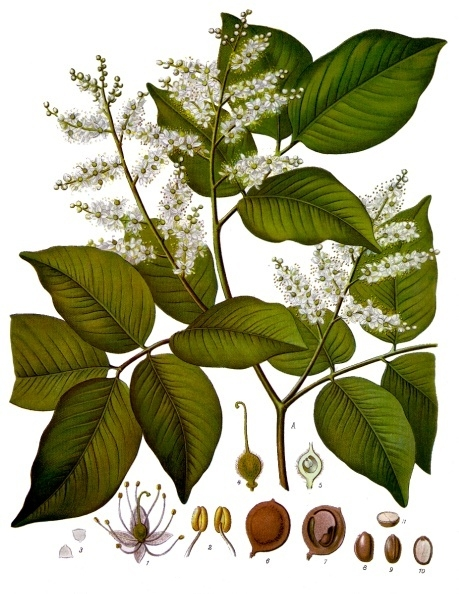
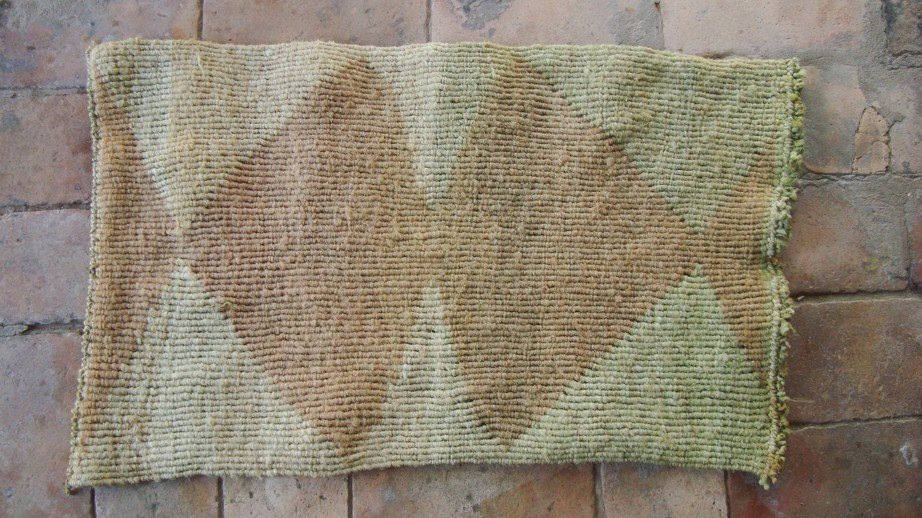